# Dahlak Subregion
Dahlak Subregion är ett distrikt i Eritrea.   Det ligger i regionen Norra rödahavsregionen, i den nordöstra delen av landet, 150 km öster om huvudstaden Asmara. Antalet invånare är 2 500. Arean är 900 kvadratkilometer.
Terrängen i Dahlak Subregion är mycket platt.